# Aclopus
Aclopus is een geslacht van kevers uit de familie van de bladsprietkevers (Scarabaeidae).

## Soorten
- Aclopus brunneus
- Aclopus intermedius
- Aclopus robustus
- Aclopus vittatus
- Aclopus Weunschei